# Tomiris
Tomiris o Támiris (lenguas iranias orientales: Tahm-Rayiš, Tahmirih, «Valiente» o «Valiente gloria»; escita: Tᵃumurī̆, *Θᵃumurī̆; turco o mongol: temur, «hierro»; griego: Τόμυρις, «Tomyris» o «Tomuris», Τώμυρις, «Tomyris»; latín: Thamyris, Tamyris), fue reina de los maságetas, pueblo iraní de la confederación de pastores nómadas escitas de Asia Central, al este del Mar Caspio, y que vivió en territorios de lo que hoy forman los estados de Turkmenistán, Afganistán, oeste de Uzbekistán, y sur de Kazajistán.
Es conocida por haber vencido y dado muerte a Ciro el Grande, fundador del Imperio aqueménida, en el verano del 530 a. C., según el relato de Heródoto.

## Maságetas

### Territorio
Según la descripción del historiador griego Heródoto, quien escribió en el siglo V a. C., los maságetas ocupaban la mayor parte de la llanura que existía al este del Mar Caspio. Refiriéndose a ellos como numerosos y poderosos habitantes de un territorio ubicado al norte del río Araxes, por lo tanto, vecinos de los isedones. Como el nombre Araxes se refiere actualmente al río Aras, que discurre por el Cáucaso, estudiosos modernos creen que podría referirse al Oxus (Amu Daria) o el Jaxartes (Sir Daria), dos grandes ríos que desembocaban en el mar de Aral. Por su parte, Amiano Marcelino y Jordanes, cronistas de los siglos IV y VI respectivamente, creían que estos eventos sucedieron en la zona de la actual Rumanía, a orillas del mar Negro.

### Etnicidad

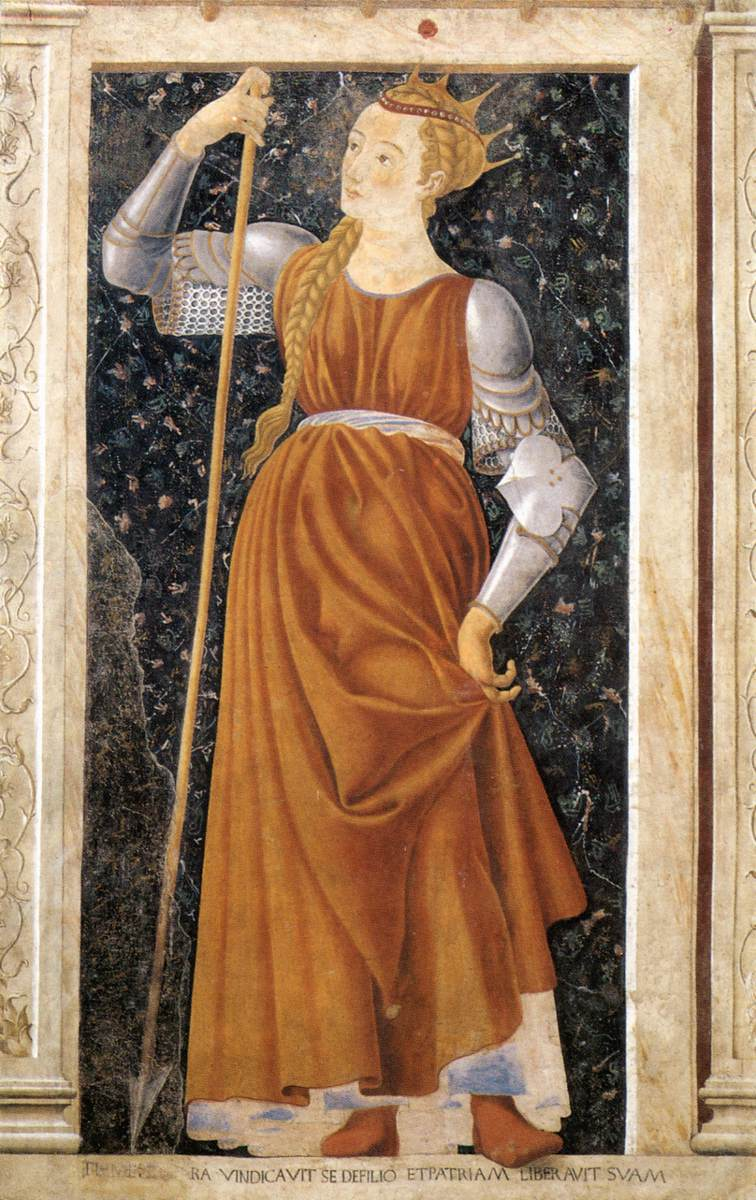
Tomiris imaginada por el pintor Andrea del Castagno,.

Sobre su etnicidad, Heródoto afirmaba «algunos dicen que son un pueblo escita», teoría que apoyaron Plinio el Viejo y Pomponio Mela en el siglo I, aunque Heródoto da a entender que ambos pueblos eran similares, pero no iguales. Mientras, el historiador del siglo V, Paulo Orosio, simplemente afirmaba que la campaña de Ciro fue contra los escitas, pero no especificó la tribu. Amiano Marcelino, junto al autor del siglo III, Dion Casio, consideraban a los maságetas ancestros de los alanos. En cambio, Jordanes primero los emparentó con los getas, y luego con los godos, aunque él uso el término parto (arsácidas) para referirse a los aqueménidas.
Se debe señalar que los historiadores romanos usaban de forma intercambiable los etnónimos getas y godos. Para aumentar la confusión, en la Antigüedad, los griegos usaban el término escita de forma generalizada para referirse a todos los pueblos que vivían al norte del Danubio y del Bósforo Cimerio; indudablemente Casiodoro utilizó dichas palabras de forma similar en sus escritos. Jordanes menciona como fuente a Pompeyo Trogo, pero historiadores modernos creen que probablemente se basó más en Casiodoro y su obra perdida Historia de los Godos. De manera similar, Orosio también influyó en Jordanes. A la vez, para autores posteriores, en época romana, los etnónimos maságeta y escitas también se habían vuelto intercambiables.

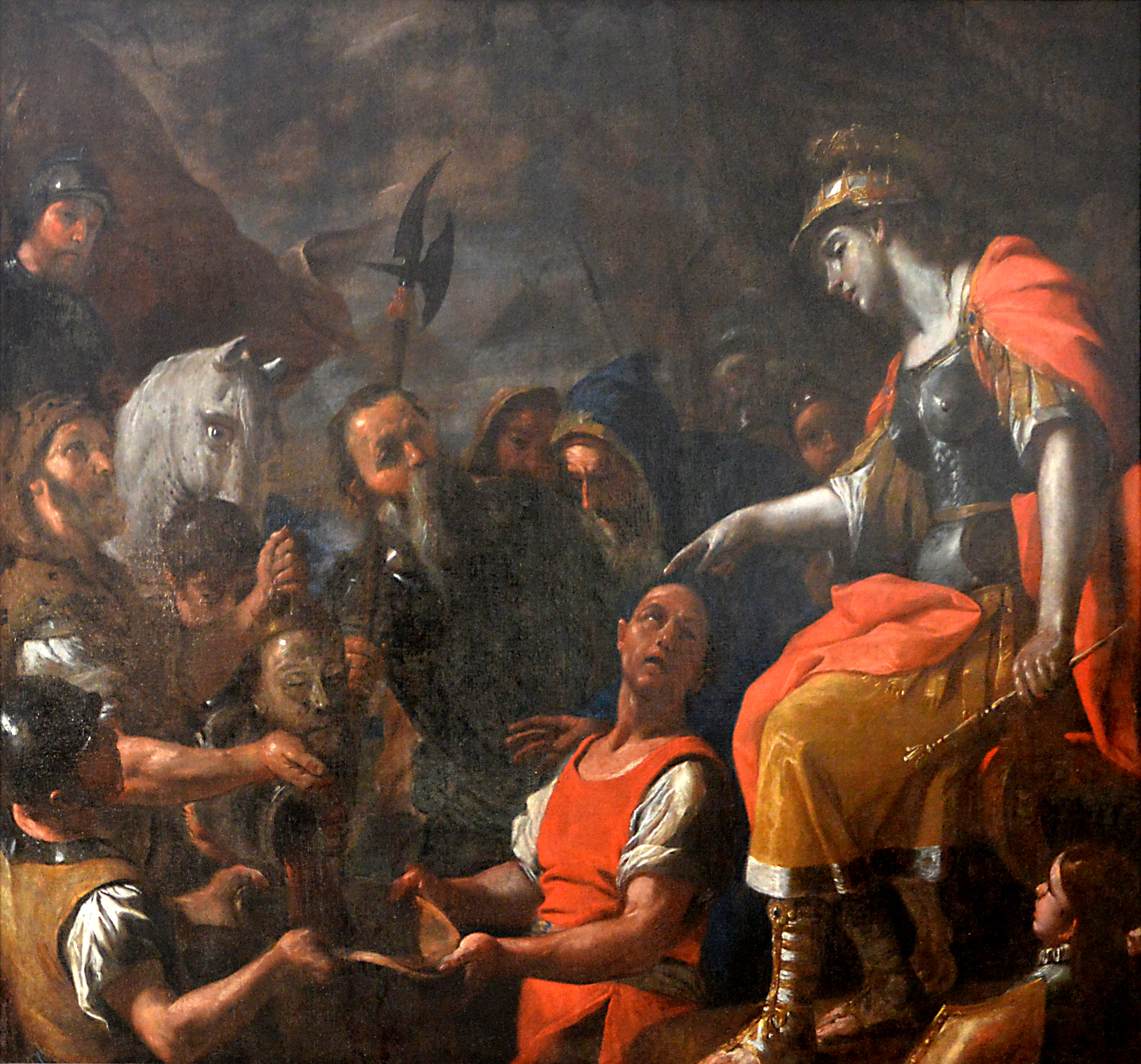
Tomiri hunde la cabeza de Ciro en una jarrón de sangre, por Mattia Preti, 1685-1689.

Como en algunas fuentes se menciona que Ciro murió a manos de los derbicios, los historiadores modernos creen que este podría ser otro nombre de los maságetas o que eran parte de la confederación tribal. En tiempos de Alejandro Magno, los derbicios movilizaron 40 000 infantes y 2000 jinetes para ayudar a Dario III en Gaugamela.
Los pueblos escitas eran conocidos por educar a mujeres de «valor excepcional» no menor al de sus contrapartes varones, muchas de ellas reinas entrenadas en el arte de la guerra. Los cronistas antiguos destacan el ejemplo de los saurómatas, legendario pueblo descendiente de escitas y amazonas, cuyas mujeres sólo podían contraer matrimonio después de matar enemigos en batalla y ya casadas seguían luchando.

## Relato de Heródoto
A continuación se expondrán los eventos según el relato de Heródoto, junto con detalles que aportaron autores posteriores y que salvo pequeñas diferencias, parecen utilizarlo como fuente principal, como Orosio, Justino o Jordanes.
Esta fuente original escribió un relato mucho más largo que las posteriores, pero al encontrarse disperso en varias partes de su obra se dificulta la labor de resumirlo.

### Planes de Ciro

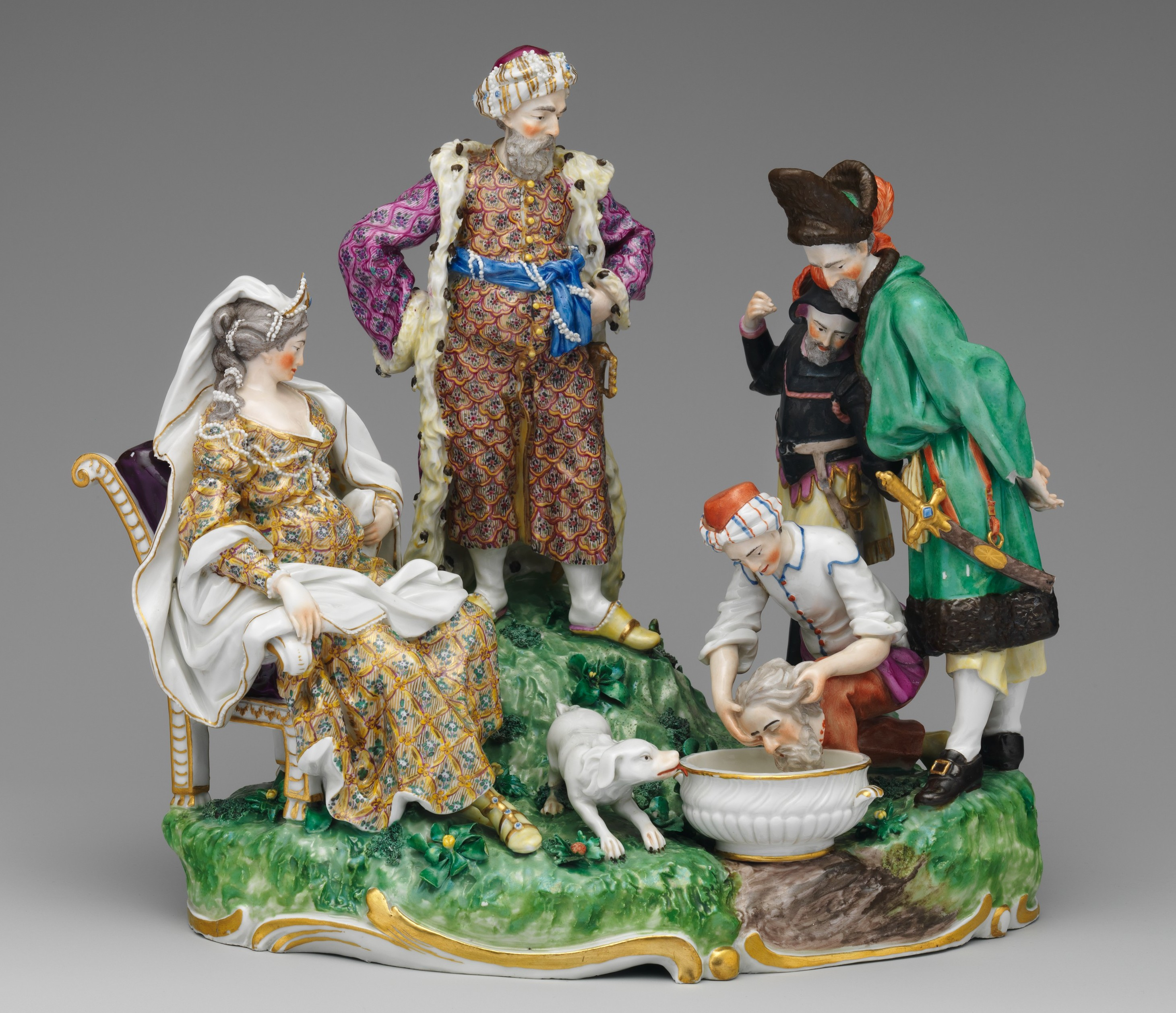
Tomiris y la cabeza de Ciro, porcelana Frankenthal, c. 1773.

Según Heródoto, Ciro deseaba someter a los maságetas y desde hacía mucho tiempo quería luchar contra ellos, pues se sentía inmortal e invencible al haber derrotado a todo enemigo que lo había enfrentado. Jordanes apoya la idea de que Ciro se había vuelto soberbio.
Justo en esa época, el rey de los maságetas había muerto y su viuda, Tomiris, le había sucedido en el mando. Ciro le mandó mensajeros a la reina con el pretexto de querer casarse con ella, pero Tomiris no cayó en sus halagos, sabedora que el rey persa deseaba su reino y no a ella. Así, al entender que sus mensajeros no conseguirían nada, Ciro marchó con su ejército hacia el Araxes y se preparó para luchar contra los maságetas. Tendió un puente sobre el río y levantó torres sobre los pontones que lo atravesaban. En la enciclopedia bizantina del siglo X, la Suda, se resume lo sucedido, Ciro intentó cortejar a Tomiris, pero al ser rechazado reveló sus vedaderos planes y cruzó el Araxes.
Mientras esto sucedía, Tomiris le envió un mensajero al rey persa diciéndole:

«Oh rey de los medos, deja de apresurarte en lo que estás apurando, porque no puedes saber si completar este trabajo será para tu beneficio. Detente y sé rey de tu propio país; y soporta viéndonos gobernar a quienes gobernamos. Pero si no sigues este consejo, y harás cualquier cosa en lugar de permanecer en paz, entonces si tanto deseas probar la fuerza de los maságetas, detén tu trabajo actual de tender un puente sobre el río, y nos retiraremos a tres días de viaje desde el Araxes; y cuando termine, cruce a nuestro país. O si prefieres recibirnos en tu país, retírate como te he dicho».

Ante esto, Ciro reunió a sus generales y les pidió consejos. Todos le aconsejaron dejar a Tomiris y sus guerreros entrar en su reino. Sólo Creso se opuso, aconsejándole que la fortuna es como una rueda, a veces favorable y otras no. Por eso, si perdía la batalla podía también perder su reino, pues unos victoriosos maságetas no se detendrían e invadirían todo el Imperio aqueménida. Además, si ganaba en territorio propio era una victoria menor en comparación a invadir y vencer en el propio reino de Tomiris. Por último, se consideraría vergonzoso que el poderoso rey persa se retirara ante una mujer. Por eso era mejor avanzar y hacer retroceder a los maságetas.

### Derrota de Espargapises

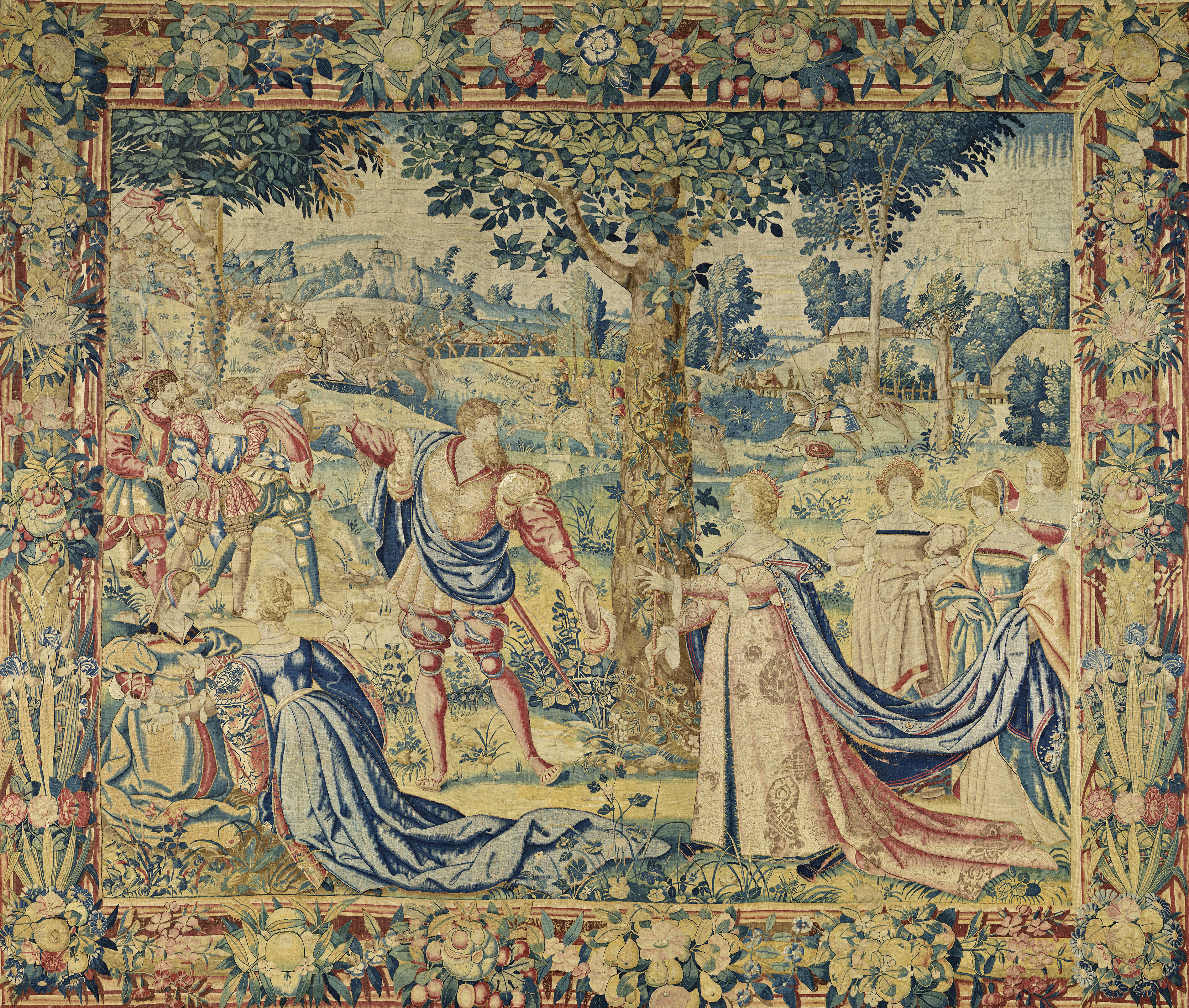
Tomiris se entera de la captura de su hijo, por Jay Moy, mediados del.

Siguiendo el consejo de Creso, el rey persa avisó a Tomiris que cruzaría el río y se retirara, lo que la reina de los maságetas respetó. Luego envió a su heredero, Cambises II, y a Creso a Persia con órdenes de tratar bien a su asesor si la campaña iba mal. Siguiendo los consejos de Creso, Ciro cruzó el río y levantó un campamento, preparando un suntuoso banquete de carne de ovejas y cabras y vino. Tomiris no aprovechó su ventajosa posición y permitió a sus enemigos cruzar, aunque fácilmente pudo impedirlo, pues confiaba plenamente en sus habilidades militares y deseaba impedirles la retirada dejando el Araxes a sus espaldas.
Luego, fingiéndose atemorizado, el ejército persa se retiró a la otra orilla, dejando una guarnición formada por tropas consideradas inútiles, mientras las sanas estaban a salvo. Fue entonces cuando un tercio de los maságetas atacó el campamento y masacraron a los guardias después de una feroz batalla. En cambio, Marco Juniano Justino, historiador romano del siglo II, decía que el ejército persa se retiró después de levantar el campamento y fue entonces cuando el príncipe los persiguió con un tercio de sus guerreros.
De todas formas, los maságetas se divirtieron con el banquete hasta dormirse, seguros de su victoria y estando poco acostumbrados al alcohol. Así, los maságetas ya estaban vencidos por el vino antes de luchar nuevamente. Durante la noche, los persas aprovecharon para atacarlos, matando a muchos y capturando a otros, entre ellos a Espargapises, hijo de Tomiris, aunque otros dicen que el príncipe fue muerto en la acción con todos sus compañeros. Se ha sugerido que este episodio pudo inspirarse en la Odisea, cuando Odiseo intoxicó de forma similar a Polifemo. Jordanes dice que fueron los parnos quienes abrumaron y dieron muerte al príncipe, tomando un gran botín. Se desconoce la edad de Espargapises, debió ser joven, aunque lo suficientemente mayor para liderar un ejército.

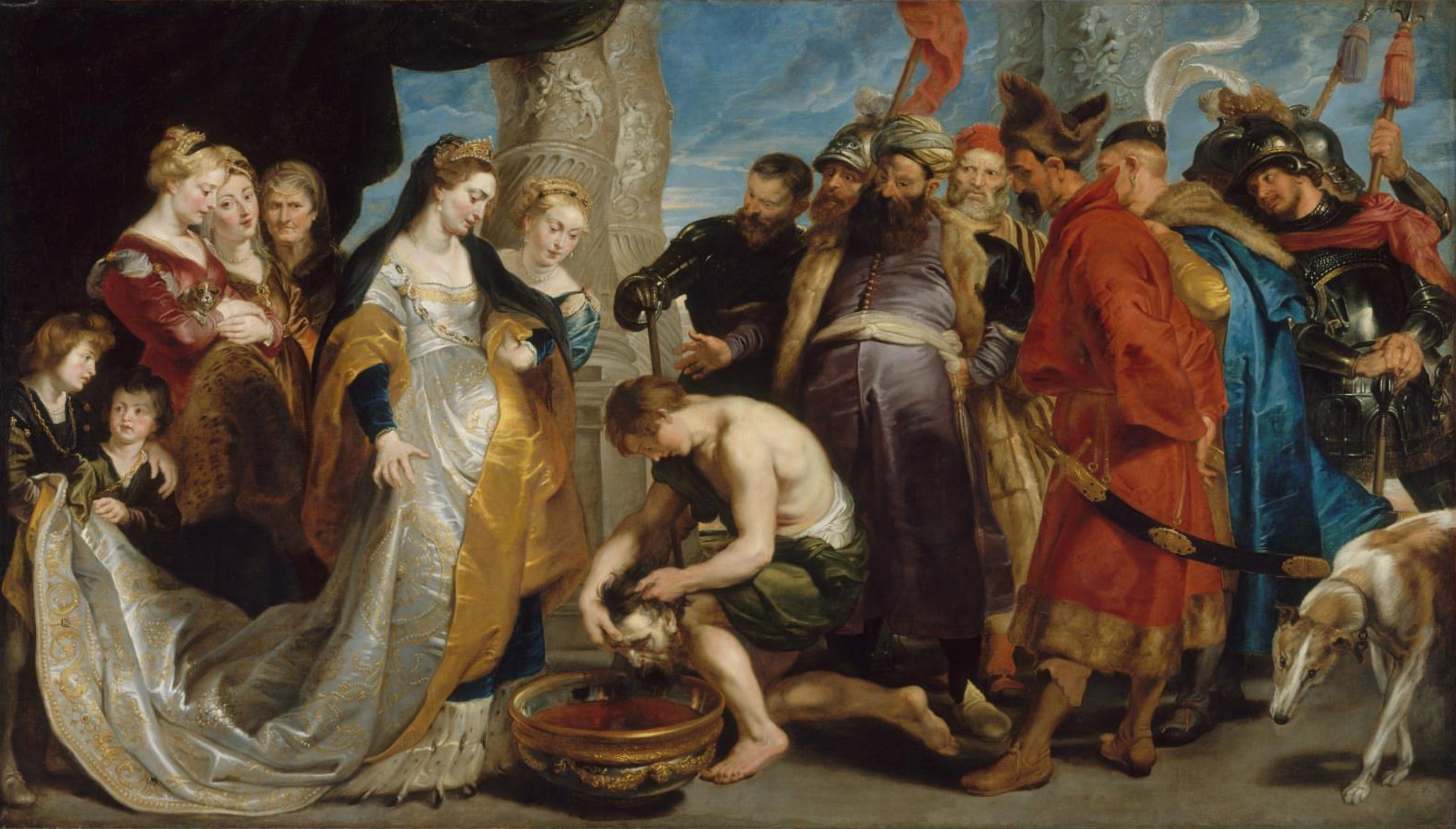
Tomiris sumerge la cabeza de Ciro en un recipiente con sangre, por Peter Paul Rubens, c.1622-1623

Según Heródoto, al enterarse de la derrota de su hijo, la reina le envió un mensajero a su enemigo advirtiéndole que él poseía una sed de sangre insaciable y que no se alegrara de un éxito conseguido mediante el engaño y el alcohol, recomendándole retirarse de su reino y liberar a su hijo. En caso contrario, juraba por el sol que saciaría su sed de sangre. Ciro desestimó las advertencias mientras que Espargapises, una vez pasada su borrachera y reconociendo su captura, pidió ser liberado de sus ataduras, lo que fue concedido. En cuanto pudo, el príncipe de los maságetas se quitó la vida. En cambio, Justino dice que la Tomiris se lamentó por perder a tantos guerreros y especialmente a su único hijo, pero no lloró y se concentró pensando en «consuelo de la venganza».
El geógrafo griego del siglo I a. C., Estrabón, sugiere que dicho evento sucedió en una campaña contra los sacas. Según él, Ciro fue vencido en una primera batalla y tuvo que huir a su campamento, donde tenía sus suministros, incluyendo mucho vino. Durante la noche fingió huir con su ejército, dejando las provisiones y carpas, por lo que sus enemigos entraron y se emborracharon, luego los persas atacaron y los masacraron. Debido a esto, estableció una fiesta llamada Sacaea, donde los persas bebían y jugaban vestidos de escitas. Ctesias, historiador del siglo V a. C., también menciona la campaña de Ciro contra los sacas. Después de someter Media y Bactria, hacia el 548 a. C., el rey persa marchó contra el rey Amorges de los sacas, logrando capturarlo en batalla. La esposa del prisionero, Esparetra, movilizó 300 000 hombres y 200 000 mujeres para enfrentar a Ciro, logrando vencerlo y tomando prisionero a Parmises, hermano de Amitis, y sus tres hijos, los que fueron intercambiados por Amorges; Amitis era una princesa meda y esposa de Ciro. Aparentemente, Amorges se volvió su aliado y le ayudó en su campaña contra Creso.

### Venganza de Tomiris

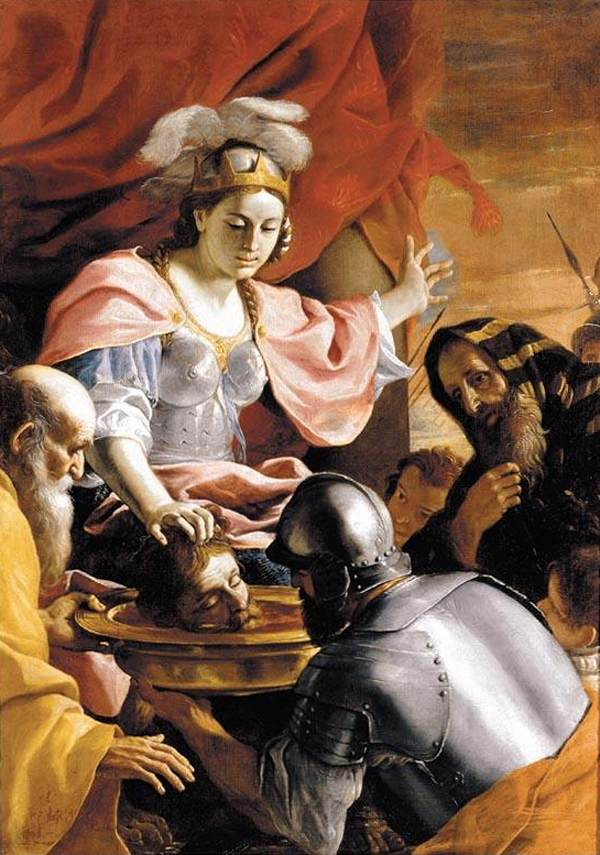
La reina Tomiris recibiendo la cabeza de Ciro, rey de Persia, por el pintor Mattia Preti, c.1670-1672

Después de estos hechos, Tomiris «se preparó para lavar su dolor, el de una madre o de una reina, como se quiera, con la sangre del enemigo en lugar de con lágrimas». Reunió a todos sus guerreros y presentó batalla a Ciro, siendo el enfrentamiento más sangriento librado por pueblos no griegos. Según Heródoto, primero se dispararon flechas a la distancia hasta agotarlas y luego cargaron los unos contra los otros, luchando en un combate cuerpo a cuerpo con espadas (acinaces) y lanzas (palton) por un largo tiempo sin que ningún bando cediera terreno. Basado en los datos que dan las fuentes, el orientalista británico Richard Francis Burton creía que los maságetas usaban hachas de batalla (sagaris) como las legendarias amazonas. Finalmente, los maságetas se impusieron y la mayoría de los persas murieron, incluyendo el mismísimo Ciro.
Esta versión de la historia presentaría un contraste entre un Ciro dado a usar la agresión y el engaño para conseguir la victoria, frente a una Tomiris agredida y que lucha frontalmente con su enemigo. Sin embargo, en obras posteriores representan a los maságetas llevando a los persas a una trampa. El cronista del siglo II, Polieno, dice que los maságetas eran perseguidos constantemente por los persas y abandonaron su campamento, dejando un rico festín con mucho vino allí. Los victoriosos persas se pusieron a celebrar durante la noche, lo que fue aprovechado por Tomiris para atacar y masacrarlos, incluyendo a su rey. Por su parte, el político y militar romano del siglo I, Sexto Julio Frontino, creía que ambos ejércitos libraron un combate indeciso hasta que los maságetas se retiraron fingiendo miedo, siendo perseguidos a un desfiladero que conocían bien. Allí utilizaron el terreno para contraatacar y vencer a los persas. Orosio y Justino apoyan la versión de este último. Poco después de la derrota y muerte de Espargapises, los maságetas dieron batalla y fingieron desesperación y se retiraron, atrayendo a sus confiados enemigos a una emboscada en un desfiladero estrecho entre colinas. En la batalla murieron 200 000 persas con su rey, sin que ninguno escapara para llevar las noticias de la derrota. Lo cual plantea dudas sobre quién fue la fuente. Sería un ejemplo de retirada fingida.
Jordanes sostiene que la reina reanudó la batalla después de la muerte de su hijo, abrumando a sus enemigos y tomando un gran botín. Luego habrían cruzado el río para invadir lo que el cronista llama Mesia y fundó la ciudad de Tomis (Constanza).

### Odre de sangre

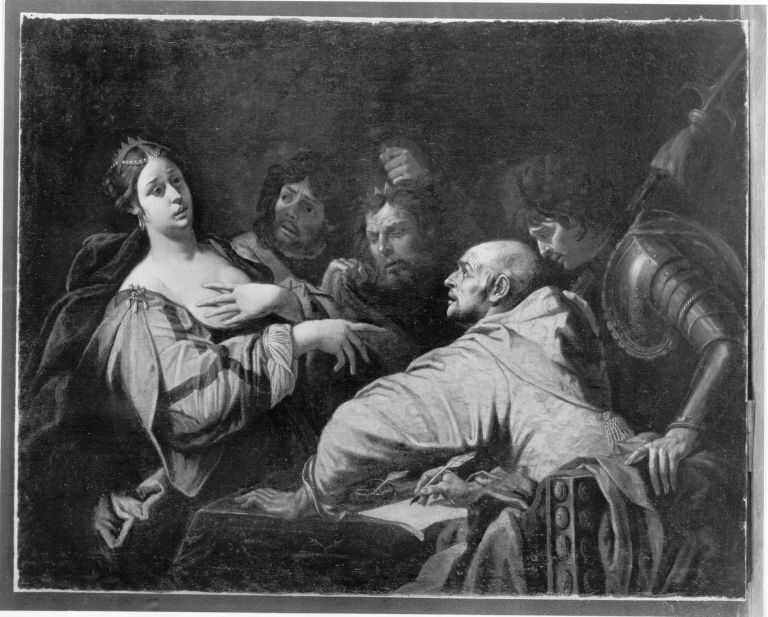
La reina Tomyris con la cabeza de Ciro el Grande, por Luca Ferrari, primera mitad del.

Heródoto dice que Tomiris llenó un odre de cuero con sangre humana y luego buscó el cadáver del rey enemigo en el campo de batalla. Cuando lo encontró sumergió su cabeza en la sangre diciendo: «Aunque estoy viva y te he derrotado en la batalla, tú me has destruido, llevándote a mi hijo con engaño; pero tal como lo amenacé, te doy la sangre suficiente». Orosio afirma que proclamó: «Te satisfago con la sangre de la que estabas sedienta, y de la cual durante treinta años nunca te has saciado». Justino relata que dijo: «Sáciate de sangre de la que has tenido sed y de la que siempre has sido insaciable». Valerio Máximo la describe sumergiendo la cabeza de su rival mientras lo criticaba por «su crueldad insaciable», consiguiendo así la venganza por la suerte de su hijo. Esta escena es la más recordada por los artistas y cronistas posteriores por lo impactante que resultaba, quedando enlazada con la memoria de la reina. El historiador soviético Muhammad Dandamaev considera que probablemente el cuerpo de Ciro se recuperó de alguna forma poco después, lo que permitió sepultarlo en su tumba.
Jerónimo, sacerdote y cronista del siglo IV, solamente menciona que Tomiris dio muerte a Ciro. Estrabón distingue la campaña de Ciro contra los sacas de aquella contra los maságetas, señalando que estos últimos se volvieron famosos por el valor demostrado en la guerra. Por último, el Tractatus de mulieribus, un breve escrito anónimo atribuido a Pánfila de Epidauro, erudita del siglo I, da una versión resumida del relato de Heródoto.

### Eventos posteriores
Polieno menciona que Darío el Grande tuvo que luchar contra tres reyes de los sacas: Amorges, Sacesfares y Támiris (nombre muy similar a Tomiris). Los sacas enviaron a un cuidador de caballos llamado Siraces, quien se automutiló para aparentar ser víctima de los nómadas y así convenció a los persas de marchar por el territorio más árido de Media. El ejército de Darío estuvo a punto de morir hasta que imploraciones a los dioses habrían logrado producir lluvias que acumularon en cueros y jarrones hasta llegar al río Bactro.

## Versiones divergentes

### Ctesias

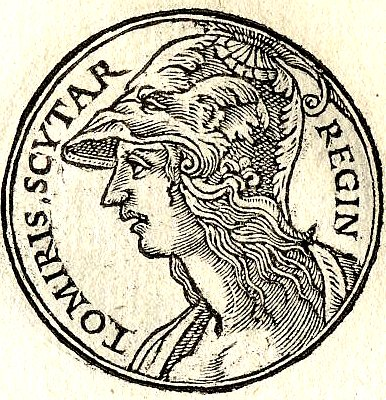
Grabado de Tomiris según el Promptuarii Iconum Insigniorum, por Guillaume Rouille, 1553.

Según Ctesias, Ciro libró una batalla contra los derbicios del rey Amoreos. Durante el encuentro, los derbicios cargaron con unos elefantes que les suministraron los indios y tenían ocultos, los que pusieron en fuga a la caballería persa. En la retirada, Ciro cayó de su caballo y fue herido por una jabalina india, pero sus amigos lo rescataron y le trajeron a su campamento; habían muerto 10 000 hombres de cada bando. Cuando se enteró de la suerte de Ciro, el rey Amorges fue en ayuda de los persas con 20 000 jinetes, consiguiendo una victoria en la que murió Amoreos, sus dos hijos y 30 000 derbicios y 9000 persas y sacas, logrando la sumisión de los derbicios a Ciro. El agonizante rey persa dio sus últimas instrucciones, como nombrar a su hijo Cambises como sucesor, se despidió de Amorges y murió. Esta versión Ctesias la habría aprendido en la propia corte persa.

### Otros autores
En el siglo III a. C., Jenofonte en su Ciropedia defiende la versión que murió de enfermedad en su capital.
Filóstrato de Atenas, en el siglo III, afirma que Ciro avanzó más allá del río Istros para enfrentar a las tribus escitas de los maságetas e isedones, muriendo a manos de la reina de esos pueblos, quien le cortó la cabeza como las tracias despedazaron a Orfeo. Diodoro Sículo, en el siglo I a. C., tiene una versión distinta. En ella, el ejército de Ciro fue destruido y el monarca capturado vivo, siendo crucificado por los escitas. En el siglo IV, Eusebio de Cesarea citó a Beroso el Caldeo, quien vivió en el siglo IV a. C., para afirmar que el monarca murió a manos de los daas o dahes. Por último, en el siglo XII, Miguel el Sirio dijo que Ciro se casó con Tomiris, pero ella lo asesinó en el año 60 del cautiverio de Babilonia.
Debe mencionarse que las fuentes no son claras respecto de si Tomiris mató personalmente a Ciro o no. Heródoto indica que supervisó la batalla, Justino, Orosio, Polieno, Amiano, Ampelio y Frontino dan a entender que ella participó del combate, Luciano señala que lo mató personalmente y Diodoro que la reina escita participó directamente en su muerte.

## Análisis

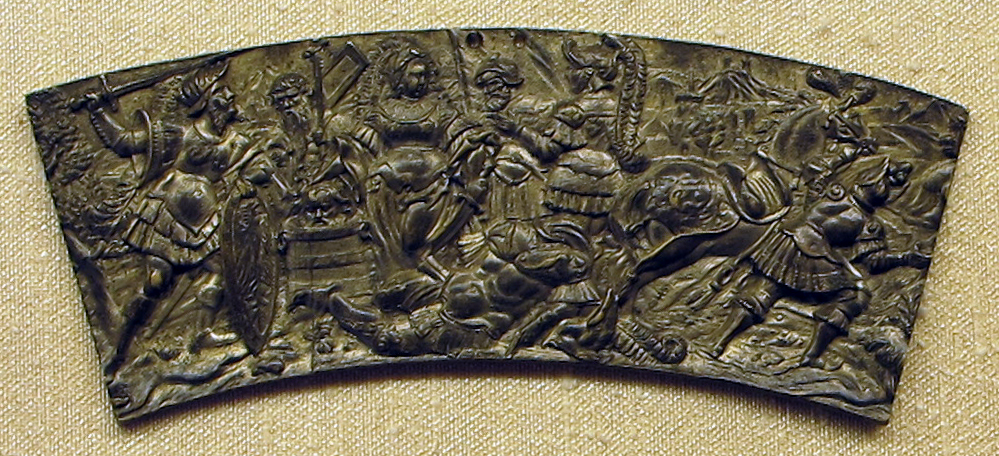
Placa alemana con un grabado de la presentación de la cabeza de Ciro ante Tomiris, c.1550.

Según la profesora Deborah Levine Gera, los maságetas pasaron a simbolizar varios elementos en los autores antiguos. Por ejemplo, la lucha de un pueblo menos civilizado que consigue vencer la agresión de otro más avanzado tecnológicamente, un antecedente del buen salvaje. A la vez, el comportamiento de su reina la retrata como una combinación ambigua de civilizada y sanguinaria, sabia y salvaje. Por ejemplo, cuando Ciro le declara una guerra sin tregua, Tomiris le responder con advertencias sabias de no entrar en sus dominios. De hecho, Gera identifica cuatro intercambios indirectos de palabras entre ambos monarcas, subiendo lentamente el nivel de agresividad en cada uno, siendo el último el discurso que da Tomiris a un Ciro muerto.
También revela que los aqueménidas tenían la costumbre de adquirir territorios mediante matrimonios, costumbre desconocida para los helenos, romanos, babilónicos y egipcios. El cruce del río Araxes sería una transgresión de un límite simbólico y geográfico, un elemento repetido en varios relatos sobre distintos reyes orientales. El río delimitaba el territorio de los maságetas y esa transgresión era equiparable a la Creso cruzando el Halis, Darío con el Ister o Jerjes el Grande con el Helesponto.
Respecto de la suerte de Espardagises, Gera divide las crónicas en tres corrientes: aquellas que representan a Tomiris como una reina, pero sobre todo una madre que busca venganza; en las que ambos papeles están equiparados; y las que no mencionan a su hijo. La profesora señala que la historia de Tomiris y la de Esparetra son muy parecidos, con Ciro tomando prisioneros a sus familiares. También que ninguna de las dos lideró inicialmente a sus ejércitos, sino que lo hicieron hombres de sus familias. La diferencia se encuentra en que Amorges sobrevivió al cautiverio y Espardagises no, de ahí que la reina de los sacas firmara la paz y la de los maságetas matara al aqueménida.
Heródoto también estaría haciendo un contraste entre una reina que vive pacíficamente en su territorio y un rey que deseaba atacar y gobernar a otros, que serviría como advertencia del castigo que podía padecer Cambises al atacar a los etíopes y Darío a los escitas. Estos serían tres casos de buenos salvajes que fueron agredidos por reyes aqueménidas y lograron vencerlos. Sin embargo, los maságetas si dieron batalla a los aqueménidas, mientras que los etíopes dejaron que el clima acabara con los invasores. Según el erudito británico John Gould, esto sería una muestra de la importancia del poder de las mujeres en el pensamiento de Heródoto.
El historiador griego también retrata de forma negativa a Creso, como una figura que anima el conflicto, usando argumentos tácticos y psicológicos para animar a Ciro a atacar, siendo el deseo de no mostrarse débil retrocediendo ante una mujer el decisivo.

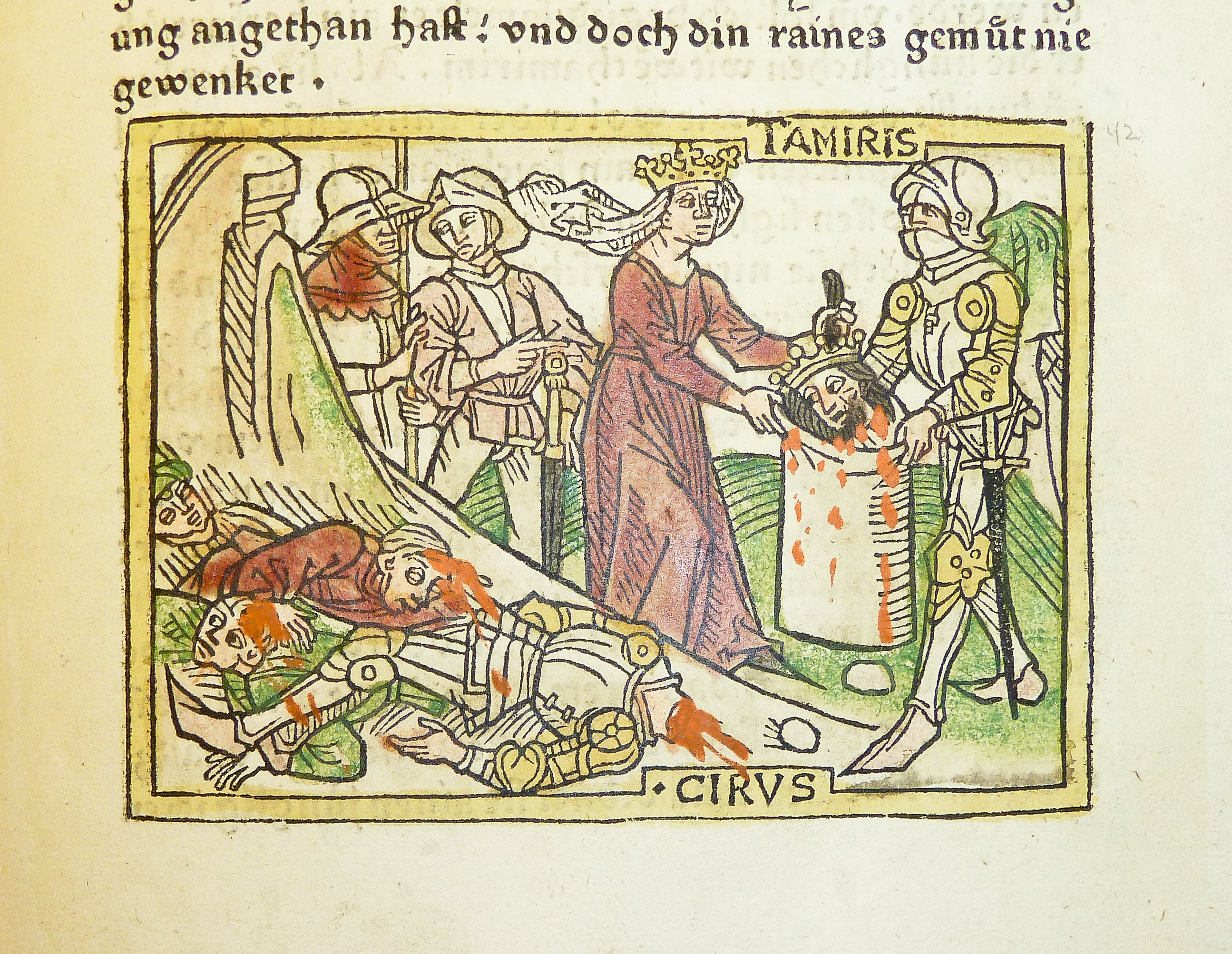
Ilustración xilográfica de la victoria de Tomiris, 1473.

Respecto del odre de sangre, Gera lo considera un simbolismo para resaltar su salvajismo. También existe un relato similar en Heródoto, donde el mercenario Fanes de Halicarnaso emborrachó a sus guardias, mercenarios griegos, con vino y en venganza estos bebieron la sangre de los hijos de Fanes, mezclada con vino y agua.
La profesora de historia y política griega, Lynette Mitchell, señala como llamativo que Teón consideró a Tomiris andreiotera, «más valiente», que Ciro, el más valiente de los hombres, aunque luego el autor antiguo afirmaba que el ejemplo de Tomiris era más extraño, por lo que no podía decirse que el genos, «raza», de las mujeres fuera más valiente que la de los hombres. Una reina poderosa fue un «problema que cautivaba» a los pensadores antiguos y medievales, quienes tendían a desfeminizarla. Empezando por Heródoto, quien masculinizó sus cualidades de madre para describirla como vengativa y brutal. Cronistas romanos posteriores tendían a describir a la reina como usuaria de las mismas artimañas que Ciro, pero en su cultura se consideraría aceptable. Si el rey era cruel y mentiroso, la gente que vivía bajo su tiranía también debía serlo para sobrevivir.
Gera también indica que Tomiris comparte varias características con otras reinas de la literatura antigua: es viuda y rechaza a pretendientes para mantenerse independiente, una vez establecida en el trono no renuncia a él, actúa de forma independiente, su historia involucra intriga, a su familia y su deseo de conservar el trono, es inteligente y valiente, está presente en el campo de batalla como una amazona, lo que lleva a que se la asemeje a los hombres, una vez aparece en catálogos de mujeres notables siempre permanecen, es insultada por su enemigo, al que no pide piedad y da muerte, sirve de contraste con monarcas masculinos débiles.
Como Nitocris se burla de la soberbia del rey que ha vencido, acusándolo de insaciable, mientras que ambas representarían el freno al expansionismo. Como Rodoguna es una reina que disfruta que luchar en el campo de batalla. Como Artemisia y Semiramis conserva el trono a pesar de tener un hijo adulto varón.

## Verosimilitud

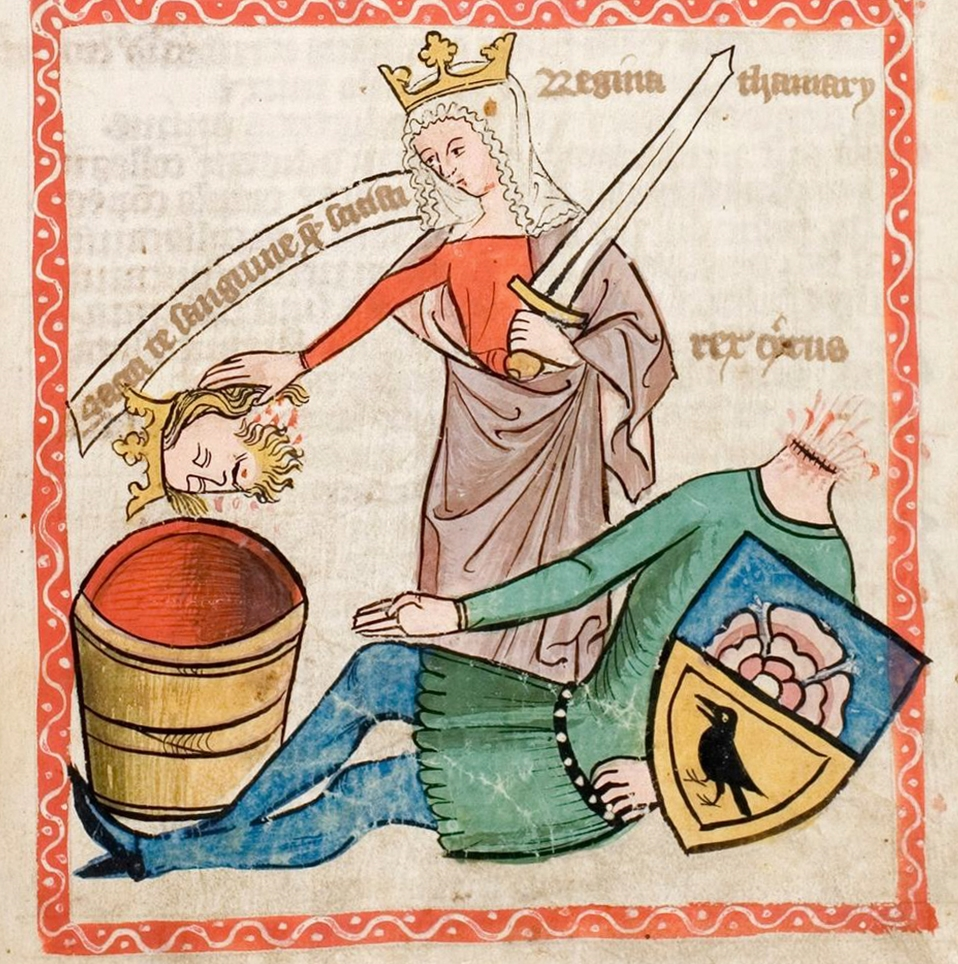
Representación del episodio de la cabeza de Ciro sumergida en el odre, en Speculum Humanae Salvationis, c.1360.

Ya en la Antigüedad Heródoto reconoció que había muchas versiones sobre la muerte del primer rey persa, pero para él la versión donde es vencido por Tomiris es la más creíble. Respecto de la veracidad de las versiones, la Association for Iranian Studies (AIS), «Asociación de Estudios Iraníes», señala que no hay fuentes textuales persas sobre la muerte de Ciro y las diferencias se deben a cómo cada escritor griego quiso utilizar su figura. Al no haber registros oficiales de su vida, Ciro se volvió un símbolo poderoso, pero indefino, útil para transmitir la ideología que cada autor. Dandamaev señala que probablemente Heródoto y otros escritos griegos seguramente se basaron en las tradiciones orales persas sobre la muerte de Ciro, pero con la información disponible es imposible reconstruir con certeza cómo murió.
Otro punto interesante es que Tomiris no es la única reina escita que las fuentes clásicas indican como enemiga de los persas, pues también estaban Esparetra y Zarina. En las tres se mezclan preocupaciones políticas y personales, siendo solamente esta última la que llega a buenos términos con los persas, las otras dos triunfan, quizás porque en sus relatos luchan por sus familias, pues su condición de madre y esposa las hace más comprensibles a los helénicos que las amazonas. Gera señala que si era tradicional en los mitos de los héroes griegos que lucharan con las amazonas, para las historias persas sus héroes tradicionalmente debían luchar con los escitas, lo que podría relacionarse a que en las fuentes escitas y amazonas tienden a verse como pueblos emparentados. Sin embargo, que Tomiris y Esparetra derroten a los persas podría ser un recurso de los escritores griegos para señalar lo decadente que eran los aqueménidas.
Gera señala que la mayoría de los cronistas afirman que Ciro murió luchando contra los nómadas de las estepas septentrionales, lo que parece confirmarse por la existencia de un fuerte persa cerca del río Jaxartes, el que seguía existiendo en tiempos de Alejandro Magno. Sin embargo, con la evidencia actual es imposible distinguir cuál es la versión correcta ni confirmar si Tomiris existió. La AIS señala que las tres versiones principales tienen problemas: para empezar Heródoto escribió una centuria después de la muerte del rey y parece querer escribir una historia sobre la inevitable caída de los poderosos, es decir, una lección moral. En cambio, Jenofonte y Ctesias escribieron otro medio siglo aún más tarde y estuvieron al servicio de los príncipes aqueménidas Ciro el Joven y Artajerjes II respectivamente. Ambos príncipes eran hermanos y se enfrentaron en una guerra civil, por lo que los dos autores quisieron enfatizar la importancia la lealtad entre hermanos para la supervivencia del imperio. Jenofonte señaló a Ciro un rey sabio y gentil que dividió pacíficamente sus dominios entre sus hijos, tratando de vincular dicho carácter con él de Ciro el Joven. En cambio, Ctesias lo configura como el gran antecesor de Artajerjes II y que en su lecho de muerte ordena a los hermanos menores obedecer al mayor.

## Cultura popular

### Antigüedad

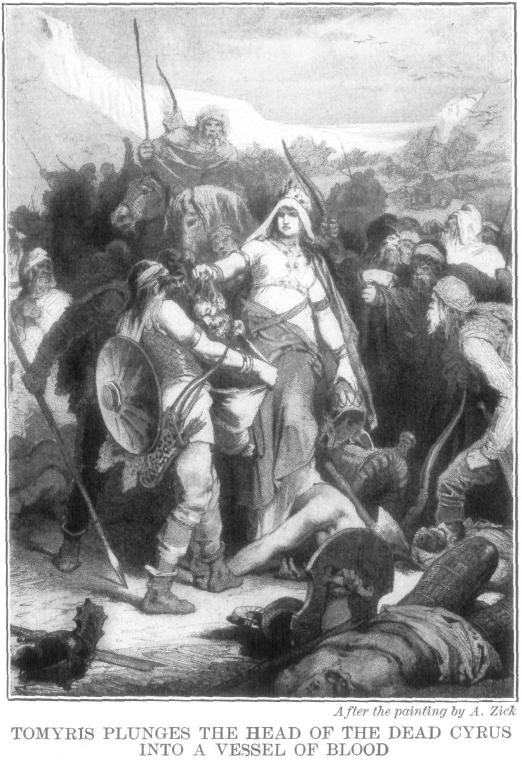
Tomiris sumerge la cabeza del cadáver del rey Ciro en una tinaja de sangre, ilustración de Alexander Zick, 1886.

La historia de Tomiris es repetida numerosas veces por las fuentes sobrevivientes, lo que indica que era popular y considerada verídica por los autores antiguos. Luciano de Samósata, en el siglo II, la describe un poema en el más allá como una guerrera escita montada en un caballo blanco y siendo conocida por el trato que dio a la cabeza de su enemigo. En el siglo I a. C., Albio Tibulo también la describe en el poema Panegyricus Messallae como la vencedora de Ciro en el Araxes, atribuyendo la derrota de este último a su «demencia». En la centuria siguiente, el sofista Elio Teón la describió como «la más valiente de las mujeres», superando a Esparetra, reina de los sacas, y a la mítica Semiramis. En la misma época, el romano Lucio Ampelio afirmaba en un opúsculo que Ciro, conquistador de la mayoría de Asia, probablemente hubiera invadido Europa de no haber muerto a manos de Tomiris. Posteriormente, en su poema El Carmen, el noble del siglo V, Sidonio Apolinar, describe a Ciro muriendo con miles de sus soldados, rodeado en un círculo estrecho por Tomiris en los valles de Escitia.

### Modernidad
Su leyenda se volvió popular durante el Renacimiento en el arte y la literatura, convirtiéndose en una de las principales reinas de el poder de las mujeres, representaciones que representaban a mujeres triunfando sobre hombres en diversas áreas. En el siglo XIV, el poeta Eustache Deschamps la nombra entre las nueve mujeres dignas. Una centuria más tarde, en la coronación de Enrique VI de Inglaterra en París en 1431, la lista de mujeres dignas la seguía manteniendo. Lo mismo sucedió en 1586, en The Blazon of Gentrie del escritor inglés John Ferne. En el siglo XVII, el humanista alemán Johann Peter Lotichius la menciona. Sin embargo, hay listados en los que no aparece.
En la obra de William Shakespeare, Enrique VI, de 1594, la condesa de Auvernia dice: «El plan está trazado. Si todas las cosas marchan bien, esta proeza me hará tan famosa como la muerte de Ciro hizo celebre a Tomiris de Escitia». En 1707 se estrenó Tomiris, reina de Escitia, obra teatral escrita por Peter Anthony Motteux, donde un personaje describe la muerte del rey: «Todo está perdido: una huida desesperada sucede a la lucha desesperada. Ciro, saciado ahora de sangre». Una comedia histórica del Siglo de Oro español está consagrada a su figura, El triunfo de Tomiris, por Francisco Bances Candamo en 1789, donde se describe a sí misma en los siguientes términos:

En militares manejos
 he sido siempre criada;
 y en fin soy quien dió la muerte
 á Cyro en campal batalla; (...).

El pintor Francesco Allegrini da Gubbio también le dedicó un grabado en el siglo XVII con la escena de la cabeza de Ciro.

### Edad Contemporánea

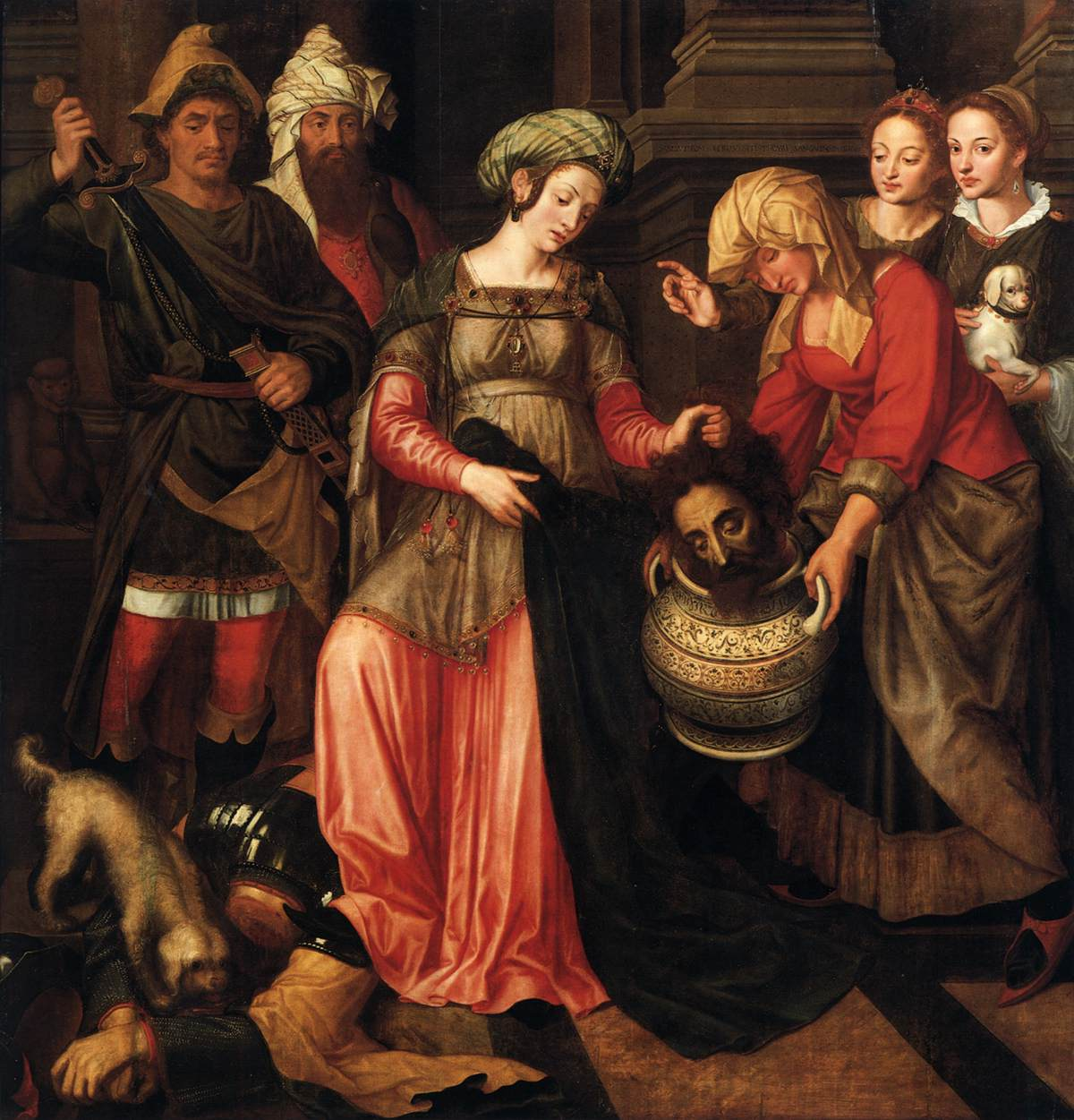
La venganza de Tomiris, por Michel Coxcie, 1620.

Su victoria se representa en una pintura del francés Gustave Moreau, fechada en 1885 aproximadamente. Hay una escultura de Severo Calzetta da Ravenna que trata el mismo tema y que fue hecha en el primer tercio del siglo XVI.
El nombre Tomyris ha sido usado también para nombrar un género de polillas de América Central y para un asteroide.
En 1984 el escritor uzbeko Xurshid Davron escribió un libro de poemas y cuentos llamado Toʻmarisning Koʻzlari, «Los ojos de Tomiris». En 1996 la poetisa del mismo país, Halima Xudoyberdiyeva, escribió un libro de poemas titulado Toʻmarisning Aytgani, «Los dichos de Tomiris».
En 2018 la banda de heavy metal estadounidense A Sound of Thunder presentó la canción Tomyris en su álbum It Was Metal. Ese mismo año, la reina apareció liderando a la civilización escita en el videojuego 4X Civilization VI. Finalmente, en 2019, la productora Kazakhfilm Studios estreno la película Томирис, «Tomiris», donde es interpretada por la actriz kazaja Almira Tursyn. La película generó cierta polémica en Irán, donde prefiere la versión de Jenofonte, de que Ciro murió de causas naturales y no que lo mató una mujer. Sin embargo, el historiador kazajo Zhaxylyk Sabitov señaló que ninguna fuente es plenamente fiable, pero la mayoría parece indicar que el rey persa murió luchando contra los nómadas al norte de su imperio.

### Antigua
Con números romanos se indican los libros y con números arábigos los capítulos y/o párrafos. Entre paréntesis se usan los apellidos de los traductores o editores de las ediciones usadas para indicar las páginas citadas. 
- Ambrosio de Milán. Epístolas. En Migne, Jacques-Paul (1880). Sancti Ambrosii Mediolanensis episcopi, opera omnia (en latín) 2. París: Garnier. Véase también en The Latin Library.
- Amiano Marcelino. Historias. Libros XXII, XXIII y XXXI. En Rolfe, John C. (1940). «Text and translation». Rerum Gestarum (en inglés) II. Cambridge: Harvard University Press. pp. 5-11.
- Anónimo. Un tratado sobre las mujeres. Citado como DM, Tractatus de mulieribus Claris In Bello. En Gera, Deborah Levine (1997). Warrior Women: The Anonymous Tractatus De Mulieribus (en inglés). Leiden: Brill. ISBN 9004106650. Ordenación numérica en Westermann, Anton (1839). «ΓΥΝΑΙΚΕΣ ΕΝ ΠΟΛΕΜΙΚΟΙΣ ΣΥΝΕΤΑΙ ΚΑΙ ΑΝΔΡΕΙΑΙ». Paradoxographoi [romanized]. Scriptores rerum mirabilium graeci (en griego). Londres: Black & Armstrong. pp. 213-218.
- Beroso el Caldeo. Historia de Babilonia (fragmentos). En Cory, Isaac Preston (1876). Cory's Ancient Fragments of the Phœnician, Carthaginian, Babylonian, Egyptian and other Authors (en inglés). Londres: Reeves & Turner. Véase también Cory, Isaac Preston (1832). Ancient Fragments of the Phoenician, Chaldaean, Egyptian, Tyrian, Carthaginian, Indian, Persian and Other Writers (en inglés). Londres: William Pickering.
- Casiodoro. Cartas. En Hodgkin, Thomas (1886). The Letters of Cassiodorus (en inglés). Londres: Henry Frowde.
- Ctesias. Pérsica (fragmentos). En Stronk, Jan P. (2010). Ctesias' Persian History: Introduction, text, and translation (en inglés). Dusseldorf: Wellem Verlag. Véase también versión digitalizada en Sátrapa 1, basada en traducción griego-español por Ignacio Nachimowicz, editado y digitalizado por Carlos Javier Pacheco López, 2007.
- Diodoro Sículo. Biblioteca histórica. Libro II. En Oldfather, Charles Henry (1935). The Library of History of Diodorus Siculus (en inglés) 2. Cambridge: Harvard University Press.
- Diodoro Sículo. Biblioteca histórica. Libro X. En Oldfather, Charles Henry (1946). The Library of History of Diodorus Siculus (en inglés) 4. Cambridge: Harvard University Press.
- Dion Casio. Historia romana. Libro LXIX. En Cary, Earnest (1925). Cassius Dio: Roman History (en inglés) 8. Cambridge: Harvard University Press.
- Elio Teón. Ejercicios de retórica. En Kennedy, George Alexander (2003). Progymnasmata: Greek Textbooks of Prose Composition and Rhetoric (en inglés). Londres: Brill. ISBN 9789004127234.
- Estrabón. Geografía. Libro XI. En Jones, H. L. (1928). The Geography of Strabo 5. Cambridge: Harvard University Press. Véase también en Hamilton, Hans Claude; W. Falconer (1903). The Geography of Strabo (en inglés). Londres: George Bell.
- Eusebio de Cesarea. Crónica. Libro I. En Bedrosian, Robert; Smith, Andrew; Pearse, Roger (2008). Eusebius' Chronicle. Long Branch: El traductor.  Véase también en Tertullian.
- Filóstrato de Atenas. Heroico. Libro IV. En Berenson Maclean, Jennifer K.; Aitken, Ellen Bradshaw; Dué, Casey; Nagy, Gregory (2002). On Heroes (en inglés). Atlanta: Society of Biblical Lit.
- Heródoto. Historias. Libro I. En Pou, Bartolomé (2006). Heródoto de Halicarnaso. Los nueve libros de la Historia. s/i: El Aleph. Archivado desde el original el 13 de julio de 2020. Ordenación numérica en Godley, Alfred Denis (1920). Herodotus: The Histories (en inglés) 1. Cambridge: Harvard University Press.
- Jenofonte. Ciropedia. Libro VIII. En Miller, Walter (1914). Xenophon in Seven Volumes (en inglés) 6. Cambridge: Harvard University Press.
- Jerónimo. Crónica. Véase en Pearse, Roger (2005). The Chronicle of St. Jerome (en inglés). Ipswich: Tertullian. Ordenación numérica proviene de digitalización en Attalus, basada en traducción latín-inglés por Robert Bedrosian, 2016.
- Jordanes. Origen y hechos de los Godos. En Mierow, Charles C.; Vanderspoel, J. (2019). Getica: The Origin and Deeds of the Goths (en inglés). Princeton: Lulu Press.
- Luciano de Samósata. Caronte el cínico. En Fowler, H. W.; Fowler, F. G (1905). The Works of Lucian of Samosata (en inglés) 1. Oxford: The Clarendon Press.
- Lucio Ampelio. Libro Memorial. En Wölfflin, Edward (1873). Liber Memorialis (en latín). Leipzig: Teubner.
- Marco Juniano Justino. Epítome de las Historias filípicas de Pompeyo Trogo. Libro I. En Watson, John Selby (1853). Justin, Cornelius Nepos, and Eutropius, tr. with notes by J.S. Watson (en inglés). Londres: Convent Garden. Ordenación numérica proviene de Arnaud-Lindet, Marie-Pierre (2003). Abrégé des Histoires Philippiques de Trogue Pompée: Livres I-X (en latín) 1. s/i: Forum Romanum.
- Miguel el Sirio. Crónica. En Bedrosian, Robert (2013). Chronicle of Michael the Great, Patriarch of the Syrians (en inglés). Long Branch: El traductor.
- Paulo Orosio.  Historia contra los paganos. Libro II. En Fear, Andrew T. (2010). Seven Books of History Against the Pagans (en inglés). Liverpool: Liverpool University Press. ISBN 9781846312397. Véase también en Zangemeister, Karl Friedrich Wilhelm; Bänziger, Max (1889). Historiarum adversum paganos libri VII (en latín). Viena: Teubner.
- Plinio el Viejo. Historia natural. Libro VI. En Mayhoff, Karl Friedrich Theodor; Ludwig von Jan (1870). C. Plini Secundi Naturalis historiae libri XXXVII (en latín) 1. Leipzig: Teubner.  Véase también en Mayhoff, Karl (1905). Historia naturalis (en latín). Leipzig: Teubner.
- Polieno. Estratagemas. Libros VII y VIII. En Vela Tejada, José; Francisco Martín García (1991). Eneas, El Táctico, Poliercética. Polieno Estratagemas. Madrid: Gredos.  Ordenación numérica en Shepherd, Richard (1793). Polyaenus: Stratagems (en inglés). Londres: George Nicol. Véase también en Google Books.
- Pomponio Mela. Sobre los lugares del mundo. Libro I. En Romer, F. E. (2001). Pomponius Mela's description of the world (en inglés). Ann Arbor: University of Michigan Press. Véase versión latina en The Latin Library.
- Quinto Curcio Rufo. Historias de Alejandro Magno de Macedonia. Libro III. En Vogel, Theodor (1875). Q. Curti Rufi. Historiarum Alexandri Magni Macedonis libri qui supersunt 1. Leipzig: Teubner.
- Sexto Julio Frontino. Estratagemas. Libro II. En Bennett, Charles E. (1925). Frontinus: The Man and The Works (en inglés). Cambridge: Harvard University Press.
- Sidonio Apolinar. El Carmen. En Halm, Karl Felix (1887). Victoris Vitensis Historia persecutionis africanae provinciae sub Geiserico et Hunrico regibus Wandalorum (en latín) 8. Berlín: Weidmann. Véase en The Latin Library.
- Suda. En Adler, Ada (1935). Suidae Lexicon: Pi-Psi (en griego) 4. Leipzig: B. G. Teubner. Traducción griego-inglés y comentarios gracias al proyecto Suda On Line (SOL). Traducción del fragmentos citados por David Whitehead, 2001.
- Suda. En Adler, Ada (1933). Suidae Lexicon: Kappa-Omikron; Ōmega (en griego) 3. Leipzig: B. G. Teubner. Traducción griego-inglés y comentarios gracias al proyecto Suda On Line (SOL). Traducción del fragmento citado por David Whitehead, 2001.
- Tibulo. Elegías. Libro III. En Postgate, J. P.; Schroder, Konrad (1915). Elegiae (en latín). Oxford: Typography Clarence.
- Valerio Máximo. Hechos y dichos memorables. Libro IX. En Kempf, Karl Friedrich (1888). Factorum et dictorum memorabilium libri novem: Cum Iulii Paridis et Ianuarii Nepotiani epitomis (en latín). Leipzig: Teubner. Versión en español en Anarkasis.

### Moderna
- Altheim, Franz; Stiehl, Ruth (1970). Geschichte Mittelasiens im Altertum (en alemán). Berlín: Walter de Gruyter.
- Bances Candamo, Francisco Antonio (1789). Cuál es afecto mayor, lealtad, sangre o amor, el triunfo de Tomiris. Santander: Ayuntamiento local. Véase versión digitalizada en la Biblioteca Virtual Miguel de Cervantes.
- Bujarin, Mijaíl Dmítrievich (2013). «Колаксай и его братья (античная традиция о происхождении царской власти у скифов)». Аристей (en ruso) (8): 20-80. Archivado desde el original el 3 de agosto de 2022. Consultado el 19 de agosto de 2023.
- Burton, Richard Francis (1884). The Book of the Sword (en inglés). Londres: Chatto and Windus.
- Dandamaev, Muhammad A. (1993). «Cyrus iii. Cyrus II The Great». Encyclopaedia Iranica IV (7): 516-521. Archivado desde el original el 17 de noviembre de 2018. Consultado el 19 de diciembre de 2023.
- Diakonov, Ígor Mijáilovich (1985). «Media».  En Ilya Gershevitch, ed. The Cambridge History of Iran. The Median and Achaemenian Periods (en inglés) II. Cambridge: Cambridge University Press. pp. 36-148. ISBN 0-521-20091-1.
- Frye, Richard Nelson (1984). The History of Ancient Iran (en inglés). Múnich: C. H. Beck. ISBN 9783406093975.
- Gould, John (1989). Herodotus (Historians on Historians) (en inglés). Londres: Weidenfeld & Nicolson. ISBN 9780297793397.
- Griffel, Margaret Ross (2012). Operas in English: A Dictionary (en inglés). Lanham: Scarecrow Press. ISBN 978-0-8108-8325-3.
- Grousset, René (1989). The Empire of the Steppes (en inglés). Nuevo Brunswick (Nueva Jersey): Rutgers University Press. ISBN 0-8135-1304-9.
- Karasulas, Antony (2004). Mounted Archers Of The Steppe 600 BC-AD 1300 (Elite) (en inglés). Londres: Osprey Publishing. ISBN 9781841768090.
- Mitchell, Lynette (2023). Cyrus the Great: A Biography of Kingship (en inglés). Abingdon: Taylor & Francis. ISBN 9781000874396.
- Motteux, Peter Anthony; Pepusch, John Christopher (1707). Thomyris, queen of Scythia (en inglés). Londres: J. Tonson.
- Ploss, Hermann (1872). «X. Zur ethnographischen Gynaekologie». Archiv für Anthropologie (en alemán) V. Brunswick: Friedrich Vieweg. pp. 215-225.
- Shakespeare, William (1971). Obras completas: La primera parte del Rey Enrique VI. La segunda parte del Rey Enrique VI. La tercera parte del Rey Enrique VI XII. Madrid: Espasa-Calpe. Traducción inglés-español por Luis Astrana Marín.
- Schmadel, Lutz D. (2012). Dictionary of Minor Planet Names (en inglés). Berlín: Springer Berlin Heidelberg. ISBN 9783642297182.
- Sinnreich-Levi, Deborah M. (1994). Deschamps' L'Art de Dictier (en inglés). East Lansing: Colleagues Press. ISBN 9780937191330.
- Wilcox, Peter (1986). Rome's Enemies: Parthians and Sassanids (en inglés). Londres: Osprey Publishing. ISBN 0-85045-688-6.
- Wright, Celeste Turner (1946). «The Elizabethan Female Worthies». Studies in Philology (en inglés) (Chapel Hill: University of North Carolina Press) XLIII (4): 628-643.
- Young, Arthur Milton (1964). Echoes of Two Cultures (en inglés). Pittsburgh: University of Pittsburgh Press.
- Lord, John (1886). Beacon Lights of History: Imperial antiquity (en inglés). Nueva York: Fords, Howard & Hulbert.